# Stazione di Braunschweig Centrale
La stazione di Braunschweig Centrale (in tedesco Braunschweig Hbf) è la principale stazione ferroviaria della città tedesca di Braunschweig.

## Storia

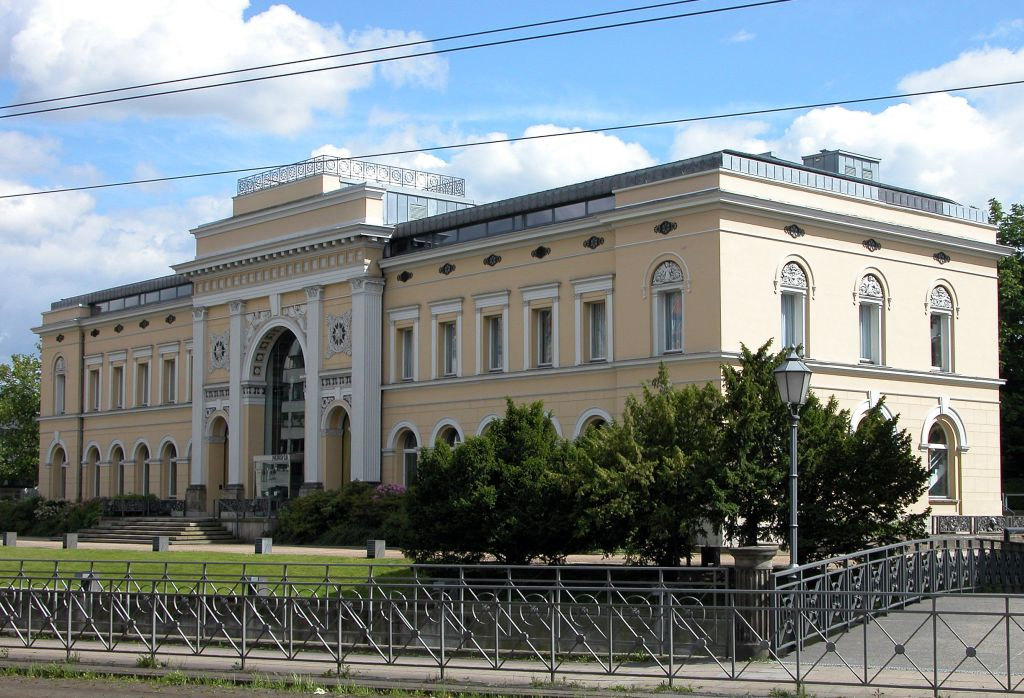
LAlte Bahnhof oggi sede di un istituto bancario

Poiché la stazione originaria, la cosiddetta Alte Bahnhof, risalente al 1843, non si trovava in una posizione vantaggiosa sia per lo sviluppo urbano – a causa della sua posizione centrale – sia per il traffico ferroviario – a causa della sua configurazione di testa, fino dal 1870 ne venne proposto a più riprese lo spostamento in un'area più periferica e la sua ricostruzione con configurazione passante.
Dopo decenni di discussioni, nel 1938 venne approvato un progetto di grande respiro, coordinato al riordino della rete ferroviaria dell'intera regione, che però venne bloccato dallo scoppio della seconda guerra mondiale e ripreso nel dopoguerra.
Nel 1955 la Deutsche Bundesbahn indisse un concorso di progettazione per il nuovo fabbricato viaggiatori; l'incarico venne quindi assegnato all'architetto Erwin Dürkop della direzione ferroviaria di Hannover. La costruzione fu conclusa nel 1960.
La vecchia stazione è stata integrata in un complesso moderno e dal 2007 è sede della banca Braunschweigischen Landessparkasse.

## Strutture e impianti

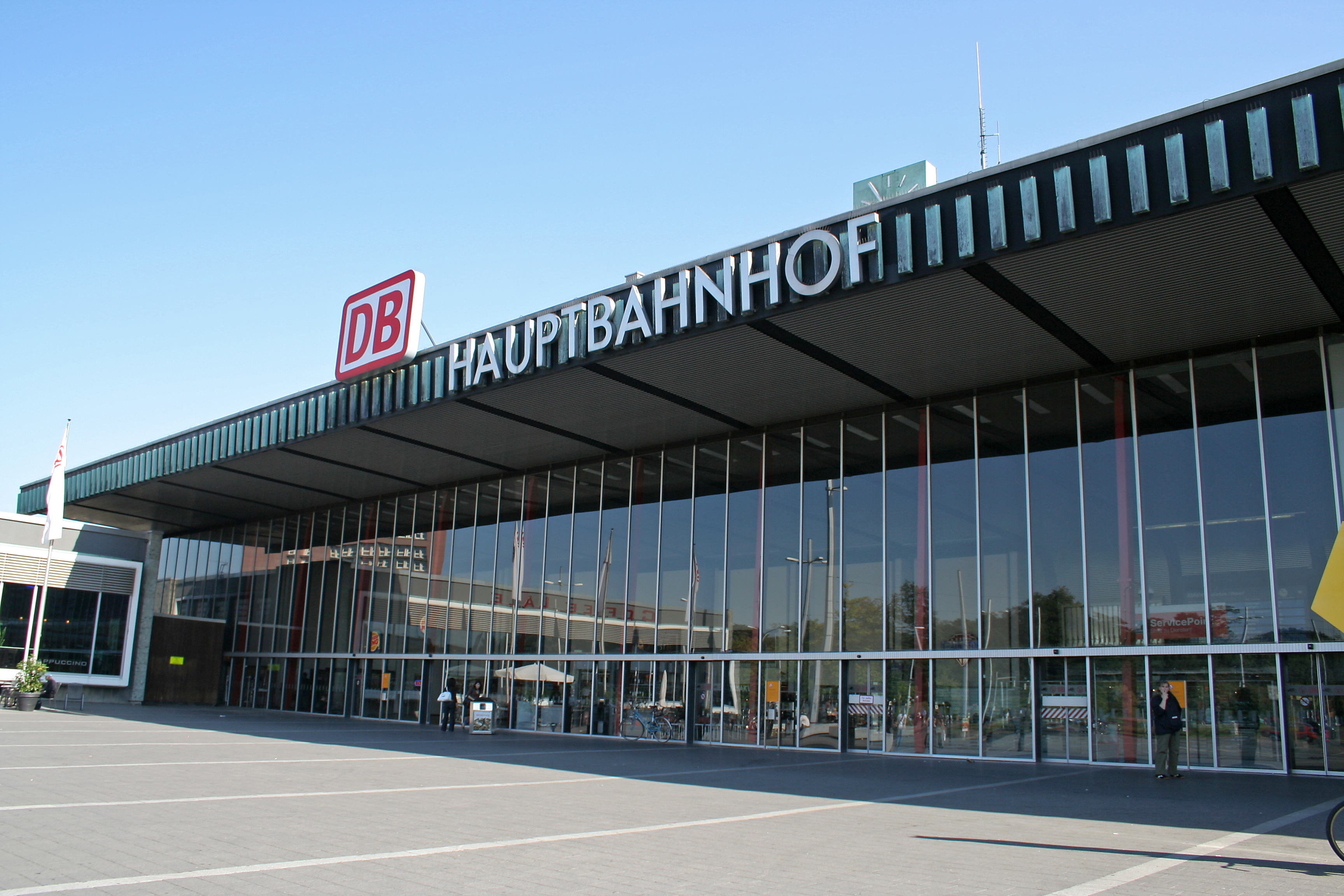
Ingresso alla stazione

Il fabbricato viaggiatori, in stile moderno, è costituito da un corpo basso che contiene gli spazi per l'utenza, sormontato da un volume edilizio alto 29 metri e lungo 98 metri che contiene gli uffici dell'amministrazione ferroviaria.
Nel corpo basso si apre un ampio salone d'ingresso, esternamente vetrato e dalle forme interne dinamiche e articolate; il corpo alto si presenta invece con una facciata muraria, bucata da poche aperture inserite in un disegno geometrico formato da piastrelle di diverso colore.
Mentre il fabbricato viaggiatori costituisce uno degli esempi più apprezzati dell'architettura tedesca del dopoguerra, l'inserimento urbanistico della nuova stazione fu giudicato infelice già all'epoca della costruzione, sia per la distanza dal centro cittadino, sia per le dimensioni eccessive della piazza antistante (350 metri di lunghezza e 135 di profondità) più adatta al traffico automobilistico che a quello pedonale.

## Movimento

### Traffico regionale
| Linea | Tratta                                                              | Tratta                                                              | Frequenza                                                      |
| ----- | ------------------------------------------------------------------- | ------------------------------------------------------------------- | -------------------------------------------------------------- |
| RE 60 | Braunschweig – Peine – Lehrte – Hannover – Osnabrück – Rheine       | Braunschweig – Peine – Lehrte – Hannover – Osnabrück – Rheine       | Ogni due ore                                                   |
| RE    | Braunschweig – Peine – Lehrte – Hannover – Bielefeld                | Braunschweig – Peine – Lehrte – Hannover – Bielefeld                | Ogni due ore                                                   |
| RE    | Braunschweig – Gifhorn – Wittingen – Uelzen                         | Braunschweig – Gifhorn – Wittingen – Uelzen                         | Ogni due ore                                                   |
| RE    | Braunschweig – Wolfsburg – Oebisfelde – Stendal                     | Braunschweig – Wolfsburg – Oebisfelde – Stendal                     | Ogni ora Braunschweig-Wolfsburg Ogni due ore Wolfsburg-Stendal |
| RE    | Braunschweig – Helmstedt – Magdeburgo – Burg                        | Braunschweig – Helmstedt – Magdeburgo – Burg                        | Ogni ora                                                       |
| RE    | Braunschweig – Wolfenbüttel – Schöppenstedt                         | Braunschweig – Wolfenbüttel – Schöppenstedt                         | Ogni ora                                                       |
| RE    | Braunschweig – Lengede – Hoheneggelsen – Hildesheim                 | Braunschweig – Lengede – Hoheneggelsen – Hildesheim                 | Treni singoli                                                  |
| RE    | Braunschweig – Salzgitter-Thiede – Salzgitter-Lebenstedt            | Braunschweig – Salzgitter-Thiede – Salzgitter-Lebenstedt            | Treni singoli                                                  |
| RE    | Braunschweig – Wolfenbüttel – Vienenburg –                          | Goslar                                                              | Ogni due ore                                                   |
| RE    | Braunschweig – Wolfenbüttel – Vienenburg –                          | Bad Harzburg                                                        | Ogni due ore                                                   |
| RE    | Braunschweig – Salzgitter-Ringelheim – Seesen – Osterode – Herzberg | Braunschweig – Salzgitter-Ringelheim – Seesen – Osterode – Herzberg | Ogni ora                                                       |

### Lunga distanza
| Linea  | Tratta | Frequenza     |
| ------ | --- | ------------- |
| ICE 11 | Berlino Ostbahnhof – Berlino Hauptbahnhof – Braunschweig – Gottinga – Fulda – Francoforte – Mannheim – Stoccarda – Augusta – Monaco di Baviera                                                         | Ogni due ore  |
| ICE 12 | Berlino Ostbahnhof – Berlino Hauptbahnhof – Braunschweig – Gottinga – Fulda – Francoforte sul Meno – Mannheim – Karlsruhe – Friburgo – Basel Badischer Bahnhof – Basel SBB (– Zurigo – Interlaken Ost) | Ogni due ore  |
| ICE 50 | Dresda – Lipsia – Halle (Saale) – Magdeburg – Braunschweig – Hannover – Brema – Oldenburg | Treni singoli |
| IC 55  | Lipsia – Halle (Saale) – Magdeburgo – Braunschweig – Hannover – Bielefeld – Hamm – Dortmund – Wuppertal – Solingen – Colonia                                                                           | Ogni due ore  |
| IC 56  | Dresda – Lipsia – Halle (Saale) – Magdeburgo – Braunschweig – Hannover – Brema – Oldenburg | Ogni due ore  |

Altro treni:
- ICE 50: Hildesheim
- IC 55 : Düsseldorf, Bonn, Coblenza, Magonza, Oberstdorf
- IC 56 : Emden, Norddeich, Potsdam, Cottbus

## Interscambi

### Tram
M1  Stöckheim – Hauptbahnhof (main station)– Rathaus (Municipio) – Wenden
 M2  Heidberg – Hauptbahnhof – Rathaus – Siegfriedviertel solo la sera e la domenica
 M5  Hauptbahnhof – Zentrum – Weststadt – Broitzem

### Bus
M19  Hauptbahnhof – Ostring – Westring – Messegelände  – Hauptbahnhof
 M29  Hauptbahnhof – Messegelände – Westring – Ostring – Hauptbahnhof
 420  Wolfenbüttel Bahnhof – Hauptbahnhof – Rathaus
 431  Helmstedter Straße – Rautheim – Stöckheim – Melverode – Heidberg – Hauptbahnhof
 M11  Mascherode – Bebelhof – Hauptbahnhof – Rathaus – Lehndorf – Lamme
 461  Hauptbahnhof – Zentrum – Lehndorf – PTB – Völkenrode
 601   620  Salzgitter-Lebenstedt – Hauptbahnhof
 603   631  Salzgitter-Bad – Hauptbahnhof
 730  Wilhelmstr. – Hauptbahnhof – Sickte – Evessen – Schöppenstedt

### Esplicative
1. ↑  Abbreviazione di Braunschweig Hauptbahnhof, letteralmente "Braunschweig stazione principale".

### Bibliografiche
1. 1 2 3  Schack (2004), p. 59.
2. 1 2 3  Schack (2004), p. 61.
3. ↑  Schack (2004), p. 151.
4. 1 2  Schack (2004), p. 63.